# Argiope savignyi
Argiope savignyi  (лат.) — вид аранеоморфных пауков из семейства Araneidae. Назван в честь французского зоолога Жюля Сезара Савиньи (1777—1851). 
Обитает на территории от Мексики до Боливии. 
Имеются наблюдения, как паук захватывал и питался хоботковым мешкокрылом (Rhynchonycteris naso) в Коста-Рике, в течение дня полностью упаковывая летучую мышь в паутину. 
Иногда плетёт круговую паутину, иногда крестообразную, а иногда сочетает сразу оба типа.